# Catherine Fox
Catherine Mai-Lan Fox (Roeland Park, 15 december 1977) is een Amerikaans zwemster.

## Biografie
Fox won tijdens de Olympische Zomerspelen van 1996 in eigen land de gouden medaille op de 4×100 meter vrije slag en de 4×100 meter wisselslag, Fox zwom op de wisselslag alleen in de series.

## Internationale toernooien
| Jaar | OS                                                                  | WK langebaan                                    | Pan-Pac                                                                       | P-AS                                   |
| ---- | ------------------------------------------------------------------- | ----------------------------------------------- | ----------------------------------------------------------------------------- | -------------------------------------- |
| 1995 |                                                                     |                                                 |                                                                               | 4e 200m wisselslag · 4x200m vrije slag |
| 1996 | 4x100m vrije slag · 4x100m wisselslag · Phenix zwom enkel de series |                                                 |                                                                               |                                        |
| 1997 |                                                                     |                                                 | 4e 50m vrije slag · 100m vrije slag · 7e 100m vlinderslag · 4x100m vrije slag |                                        |
| 1998 |                                                                     | 4x100m vrije slag · Phenix zwom enkel de series |                                                                               |                                        |

1912: Moore, Fletcher, Speirs, Steer ·
1920: Woodbridge, Schroth, Guest, Bleibtrey ·
1924: Donnelly, Ederle, Lackie, Wehselau ·
1928: Lambert, Osipowich, Saville, Norelius ·
1932: Johns, Saville, McKim, Madison ·
1936: Selbach, Wagner, den Ouden, Mastenbroek ·
1948: Corridon, Kalama, Helser, Curtis ·
1952: I. Novák, Temes, É. Novák, Szőke ·
1956: Fraser, Leech, Morgan, Crapp ·
1960: Spillane, Stobs, Wood, von Saltza ·
1964: Stouder, de Varona, Watson, Ellis ·
1968: Barkman, Gustavson, Pedersen, Henne ·
1972: Babashoff, Barkman, Kemp, Neilson ·
1976: Peyton, Sterkel, Babashoff, Boglioli ·
1980: Krause, Metschuck, Diers, Hülsenbeck ·
1984: Johnson, Steinseifer, Torres, Hogshead ·
1988: Otto, Meißner, Hunger, Stellmach ·
1992: Haislett, Martino, Thompson, Torres ·
1996: Martino, Van Dyken, Fox, Thompson ·
2000: Van Dyken, Shealy, Thompson, Torres ·
2004: Mills, Lenton, Thomas, Henry ·
2008: Dekker, Kromowidjojo, Heemskerk, Veldhuis ·
2012: Coutts, C. Campbell, Elmslie, Schlanger ·
2016: McKeon, Elmslie, B. Campbell, C. Campbell ·
2020: B. Campbell, Harris, McKeon, C. Campbell ·
2024: O'Callaghan, Jack, McKeon, Harris
- Library of Congress Control Number: no99012008
- SNAC: w6292xn0
- Virtual International Authority File: 78408466
- WorldCat: E39PBJjtdmRfPJMGRXjgqvx4bd